# Цифу (Васлуј)
Цифу (рум. Țifu) насеље је у Румунији у округу Васлуј у општини Банка. Oпштина се налази на надморској висини од 168 m.

## Становништво
Према подацима из 2002. године у насељу је живело 463 становника, од којих су сви румунске националности.